# Tanais

Ubicación de Tanais junto a la desembocadura del río que tenía su mismo nombre, en la costa del norte del mar de Azov.

Tanais (griego antiguo Τάναϊς) era una ciudad que recibe su nombre del río homónimo ruso (actual río Don) que Estrabón y Plinio el Viejo consideraban como frontera entre Europa y Asia.
La ciudad estaba situada en el delta del río, en una zona pantanosa, en la parte noreste del mar de Azov, que los griegos llamaron Laguna Meótides. El lugar donde se ubicaba Tanais (actual Nedvigovka) está a unos 30 kilómetros al oeste de la moderna Rostov del Don. La parte central se asienta en una meseta, cuya parte sur se eleva unos 20 m sobre el resto. Está confinada por un valle natural al este, y una zanja artificial al oeste.

## Historia

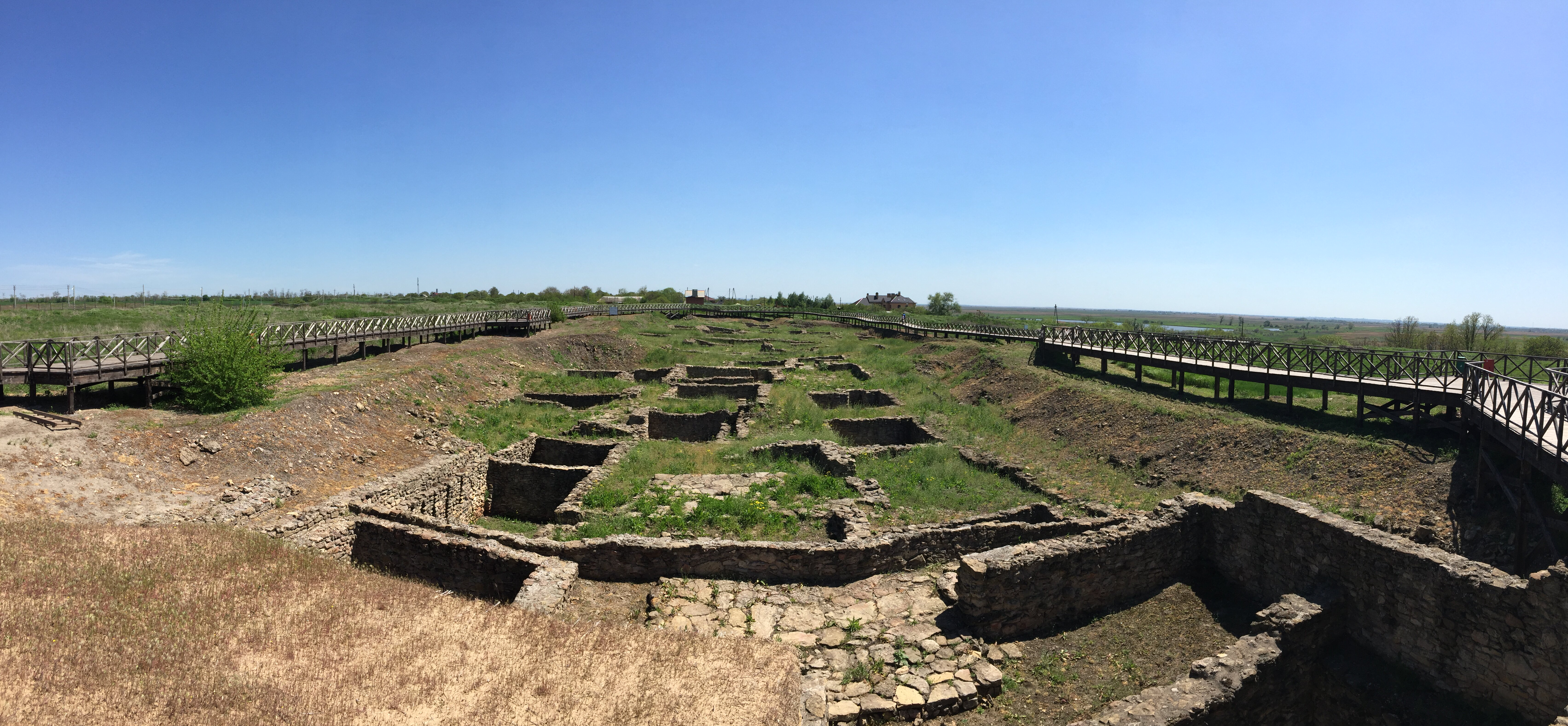
Restos arqueológicos de Tanais. 2017

El lugar donde estaba ubicada Tanais tuvo asentamientos muy anteriores a la fecha de su fundación. Los hallazgos de una necrópolis demuestran que el sitio había sido ocupado ya desde la Edad del Bronce. Otros enterramientos pertenecen a los periodos de la Antigua Grecia y la época romana. 
Tanais fue fundada por griegos procedentes del Bósforo Cimerio al principio del periodo helenístico (en torno a los años 290-260 a. C.) y permaneció como ciudad independiente que dominaba a las tribus meotas de los alrededores.
Se trataba de un emporio que se desarrolló rápidamente en el área del noreste más lejana de la esfera cultural helénica. En él confluían nómadas procedentes de Europa y de Asia, (como los escitas y los sármatas) para comerciar, entre otros productos, con pieles y esclavos a cambio de vestidos, vino y otros enseres. Estrabón ubica en sus proximidades una isla llamada Alopecia de población mixta de griegos y no griegos.
Formó parte del Reino del Bósforo en la época de los reyes Farnaces II y Asandro (63-37 a. C.), pero en época de Polemón I del Ponto se rebeló y fue destruida, en torno al año 8 a. C.
En el sitio arqueológico se aprecia un cambio importante cuando desaparecieron los propileos que unían la sección portuaria al ágora y el centro abierto de la vida pública fue ocupado por una residencia palacial de los reyes del Bósforo en época romana. La parte indígena de la sociedad de la ciudad pasó a ser la dominante, aunque seguía manteniendo relaciones con las ciudades griegas del Bósforo Cimerio. Había por primera vez reyes clientes en Tanais: Sauromata II (175-211) y su hijo Rescuporis II (220), que dejaron inscripciones públicas.
A través de los relieves representados en una estela funeraria de mármol del año 104 se ha establecido que en aquella época se rendía culto a diversas divinidades entre los que se hallaba la divinidad suprema de Tanais que se ha relacionado con Mitra y que se ha sugerido que debe identificarse con un bucráneo representado en el relieve. Junto a ella se veneraba a un dios-jinete, que se ha sugerido que podría ser la divinización del monarca del Bósforo Sauromata I y quizá a un tercer dios personificado por el fuego del altar y que se relaciona con un rito de purificación por medio de una libación. En este culto se mezclan prácticas religiosas procedentes del mundo griego (el dios-jinete) con las prácticas de los pueblos indígenas de la zona.
Tanais fue devastada en el año 330 d. C. por los godos, pero el lugar estuvo ocupado permanentemente hasta la segunda mitad del siglo V. El emplazamiento cada vez quedó más colmado de sedimentos, probablemente como resultado de la tala de árboles, y el centro de actividad cambió de lugar, quizás a la pequeña ciudad de Azov, a medio camino de Rostov.

## Excavaciones
En Tanais se realizaron excavaciones arqueológicas a mediados del siglo XIX bajo la dirección de Pavel Leontiev, pero estas se paralizaron hasta el año 1955, en el que los arqueólogos rusos las iniciaron nuevamente. A fines del siglo XX participaron también en ellas equipos alemanes del Instituto Arqueológico Alemán y polacos de la Universidad de Varsovia. A partir de 1961 entró en funcionamiento el Museo Arqueológico de Tanais, que exhibe muchos de los hallazgos.